# Mòtion
Mòtion (llatí Motyum, grec Motyon Μότυον) va ser una petita fortalesa de Sicília al territori d'Agrigent, assetjada el 451 aC pel rei sícul Ducetius, que la va conquerir després d'una batalla en la qual va derrotar els agrigentins i els seus aliats; però els agrigentins la van recuperar un any després. La seva situació podria haver estat a Vassallaggi, a la província de Caltanissetta.